# Кортона
Кортона (Cortona) е древен етруски град. Намира се северно от Тразименското езеро в Тоскана югоизточно от Арецо в провинция Арецо. Има 23.031 жители (на 1 януари 2009) и има площ от 342 км².
В древността Кортона e в етруския Съюз на дванадесетте града. През 310 пр.н.е. градът е завладян от римляните, а през 5 век от готите.
В Кортона се намира църквата Madonna del Calcinaio, построена 1484–1515 от Франческо ди Джорджо Мартини (1439–1501), заради една чудотворна икона на Мария, намираща се преди на стените на калкова мина, затова и името „calcinaio“.